# سفارت اوکراین در براتیسلاوا
سفارت اوکراین در براتیسلاوا (به لاتین: Embassy of Ukraine) یک منطقهٔ مسکونی و نمایندگی سیاسی این کشور در اسلواکی است که در براتیسلاوا واقع شده‌است.